# Émile Boutroux
Émile Boutroux (Montrouge, 1845. július 28. – Párizs, 1921. november 22.) francia filozófus, filozófia- és vallástörténész. A tudományban a materializmus határozott ellenfele volt. Spirituális filozófus volt, aki védelmezte a vallás és a tudomány összeegyeztethetőségének gondolatát egy olyan időszakban, amikor a tudomány hatalma feltartóztathatatlanul növekedett. Munkásságát az angol nyelvű világban háttérbe szorította az ünnepeltebb Henri Bergson munkássága. 1898-ban az Erkölcstani és Politikai Tudományos Akadémia, 1912-ben pedig az Francia Akadémia tagjává választották.

## Élete
Émile Boutroux Montrouge-ban született, amely ma a Hauts-de-Seine megyében, Párizs közelében található. A lycée Napoléonba (ma lycée Henri IV.) járt középiskolába és 1865-ben érettségizett az École Normale Supérieure-ben. Ezt követően 1869 és 1870 között a Heidelbergi Egyetemen folytatta tanulmányait, ahol Hermann von Helmholtz tanította, és itt találkozott a német filozófiával is.
Első munkahelye a középiskola filozófiaprofesszori állása volt Caen-ben. 1874-ben adta ki könyvét, amelyre doktori disszertációját alapozta.  A természet törvényeinek esetlegessége című művében a kantiánus filozófia tudományra gyakorolt hatásait elemezte.
1874 és 1876 között Boutroux a Nancy-i Egyetem bölcsészkarán tanított, és ottani tartózkodása alatt beleszeretett Aline Poincaréba, a tudós és matematikus Henri Poincaré nővérébe, akit feleségül vett. 1880-ban megszületett fia, Pierre. Pierre Boutroux maga is kiváló matematikus és tudománytörténész lett.
1888-ban Boutroux-t a párizsi Sorbonne modern filozófiatörténetének professzorává nevezték ki.
1898-ban az Erkölcstani és Politikai Tudományok Akadémiájának tagjává választották, 1902-ben pedig a Thiers Alapítvány igazgatója lett, amely Franciaország legkiválóbb diákjai számára létrehozott platform. 1912-ben beválasztották az Francia Akadémia tagjai közé.

## Munkái
- De la Contingence des Lois de la Nature (1874).
- De Veritatibus Æternis apud Cartesium (1874; translated into French by G. Canguilhem, Des Vérités Éternelles Chez Descartes, Paris: Alcan, 1927; Paris: Vrin-Reprise, 1985).
- La Grèce Vaincue et les Premiers Stoïciens (1875).
- La Monadologie de Leibnitz (1881).
- Socrate, Fondateur de la Science Morale (1883).
- Les Nouveaux Essais, de Leibnitz (1886).
- Questions de Morale et d'Éducation (1895).
- De l'Idée de Loi Naturelle dans la Science et la Philosophie Contemporaines (1895).
- Études d'Histoire de la Philosophie (1897).
- Du Devoir Militaire à Travers les Âges (1899).
- Pascal (1900).
- Essais d'Histoire de la Philosophie (1901).
- La Philosophie de Fichte. Psychologie du Mysticisme (1902).
- Science et Religion dans la Philosophie Contemporaine (1908).
- William James (1911).

## Válogatott művek
- "War and Sophistry," The New England Magazine, Vol. LV, June 1916.
- "A Frenchman on America," The Open Court, Vol. XXXII, No. 749, 1918.

## Magyar nyelvű fordítások
- A természettörvény fogalma a jelenkor tudományában és filozófiájában; ford. Fogarasi Béla; Athenaeum, Bp., 1913 (Modern könyvtár)
- Tudomány és vallás a jelenkori philosophiában; ford. Fogarasi Béla, átnézte Rácz Lajos; Akadémia, Bp., 1914 (A Magyar Tudományos Akadémia Könyvkiadóvállalata U. F.)

## Fordítás
Ez a szócikk részben vagy egészben  az   Émile Boutroux című angol Wikipédia-szócikk ezen változatának fordításán alapul.  Az eredeti cikk szerkesztőit annak laptörténete sorolja fel. Ez a jelzés csupán a megfogalmazás eredetét és a szerzői jogokat jelzi, nem szolgál a cikkben szereplő információk forrásmegjelöléseként.